# Garanční systém finančního trhu
Garanční systém finančního trhu (GSFT) je zákonem zřízená instituce pro zajištění, správu a použití finančních prostředků určených pro zabezpečení a udržení stability finančního trhu v České republice. Garanční systém finančního trhu spravuje Fond pojištění vkladů a Fond pro řešení krize. V případě, že některá z bank, stavebních spořitelen nebo družstevních záložen zkrachuje, zajistí Garanční systém výplatu náhrad za vklady jejich klientům. Tuto funkci do konce roku 2015 vykonával Fond pojištění vkladů, který se od roku 2016 stal součástí Garančního systému.

## Charakteristika systému
Garanční systém finančního trhu je zvláštní osobou veřejného práva, která byla pod původním názvem Fond pojištění vkladů zřízena zákonem č. 156/1994 Sb., novelizujícím zákon č. 21/1992 Sb., o bankách, v tehdy platném znění. Zákonem č. 374/2015 Sb., o ozdravných postupech a řešení krize na finančním trhu, došlo od 1. ledna 2016 ke změně stávajícího Fondu pojištění vkladů na Garanční systém finančního trhu. Fond pojištění vkladů se k tomuto datu stal účetní jednotkou Garančního systému stejně Fond pro řešení krize vzniklý počátkem roku 2016.
Garanční systém finančního trhu je spolu s Českou národní bankou, která dohlíží nad finančním zdravím a kapitálovou přiměřeností jednotlivých subjektů na bankovním trhu, a Ministerstvem financí součástí záchranné finanční sítě. Občané ani firmy se tak v České republice nemusejí obávat, že by přišli o všechny své úspory v okamžiku, kdy by se některá z bank, stavebních spořitelen nebo družstevních záložen dostala do potíží.

### Fond pojištění vkladů
Do Fondu pojištění vkladů, který Garanční systém spravuje, ze zákona povinně přispívají všechny banky, stavební spořitelny a družstevní záložny se sídlem v České republice a pobočky bank z jiných než členských zemí EU. V případě, kdy Česká národní banka oznámí, že některá z uvedených institucí není schopna dostát svým závazkům, vyplatí Garanční systém finančního trhu z Fondu pojištění vkladů všem fyzickým a právnickým osobám 100 % jejich vkladů, a to včetně úroků, až do výše 100 000 eur. Ve výjimečných případech lze získat i vyšší náhradu za vklad přesahující tento limit (náhrada za dočasně vysoké zůstatky se vztahuje na vklady plynoucí z příjmů ve specifických životních situacích, např. z prodeje soukromého nemovitého majetku sloužícího k bydlení, rozvodového vyrovnání, inkasa pojistného plnění pro případ úrazu, nemoci, invalidity nebo smrti, dědictví, výplaty jednorázové důchodové dávky, odstupného při propuštění ze zaměstnání, náhrady újmy způsobené trestným činem aj.). Základní výplata náhrad musí být zahájena do 7 pracovních dní od vydání oznámení České národní banky o neschopnosti finanční instituce dostát svým závazkům.
Za dobu své existence Fond pojištění vkladů (a následně Garanční systém finančního trhu) vyplácel náhrady vkladů ve dvaceti dvou případech, při kterých poskytl v podobě osmnácti řádných a čtyř dodatečných výplat náhrady vkladatelům třinácti bank a pěti družstevních záložen v celkové výši zhruba 45,66 miliard korun (k 1. 7. 2021).

### Fond pro řešení krize
Vznik Fondu pro řešení krize přinesl od 1. ledna 2016 možnost řešení problémových situací finančních institucí i jinými nástroji než jen prostřednictvím výplaty náhrad pohledávek z vkladů. Účelem existence tohoto Fondu je mít k dispozici finanční prostředky, které mohou být použity v případě ohrožení stability některé z finančních institucí tak, aby nebylo nutné ukončit její existenci a zahajovat výplatu náhrad pohledávek z vkladů jejím klientům. O použití těchto prostředků rozhoduje Česká národní banka jakožto orgán příslušný pro řešení krize. Toto opatření lze uplatnit pouze za podmínek, že instituce selhává nebo lze její selhání důvodně předpokládat, neexistují jiná opatření dohledu nebo soukromého sektoru, která by selhání instituce v krátkém čase odvrátila, a řešení krize je ve veřejném zájmu. Cílem je posílit stabilitu finančního sektoru, minimalizovat náklady a škody, a pokud možno eliminovat použití veřejných prostředků.
Do Fondu pro řešení krize přispívají nejen finanční instituce již zapojené do systému pojištění vkladů (banky, pobočky bank z jiných než členských států, družstevní záložny a stavební spořitelny), ale i někteří obchodníci s cennými papíry. V případě obtíží některé z nich pak mohou být získané prostředky použity například na poskytnutí záruky, úvěru či dodatečného kapitálu, což v důsledku může vyřešit jejich problematickou finanční situaci a předejít jejich krachu.

## Organizační struktura
Nejvyšším orgánem Garančního systému je správní rada, statutárním orgánem je výkonná rada.
Členy správní rady jmenuje ministr financí České republiky. Správní rada je pětičlenná a je složena ze dvou zaměstnanců České národní banky, dvou zaměstnanců Ministerstva financí České republiky a jednoho člena jmenovaného na návrh České bankovní asociace. Její členové jsou jmenováni na pětileté období. Správní rada jmenuje tříčlennou výkonnou radu Garančního systému a dohlíží na její činnost. Způsob přijímání rozhodnutí a další podrobnosti o jednání správní rady stanoví statut Garančního systému. Mezi další úkoly správní rady patří například schvalování rozpočtu Garančního systému, ročního a dlouhodobého plánu činnosti, výroční zprávy, významných veřejných zakázek nebo stanovení způsobu odměňování výkonné rady.
Členové správní rady:
- Mgr. Ing. Tomáš Müller, předseda správní rady, vedoucí oddělení Ministerstva financí České republiky, funkční období do 2026
- Ing. Radek Urban, místopředseda správní rady, ředitel samostatného odboru České národní banky, funkční období do 2026
- Mgr. Petr Frydrych, člen správní rady, náměstek ředitele Sekce bankovních obchodů a restrukturalizace České národní banky, funkční období do roku 2025
- Mgr. Eva Suková, člen správní rady, pověřena řízením odboru Ministerstva financí České republiky, funkční období do 2025
- Ing. Monika Zahálková, člen správní rady, bývalá výkonná ředitelka České bankovní asociace[3], funkční období do 2029[4]

Výkonná rada je statutárním orgánem Garančního systému finančního trhu, který zabezpečuje činnost Garančního systému a vykonává rozhodnutí správní rady. Výkonná rada má tři členy, kteří jsou jmenováni správní radou Garančního systému a jsou zaměstnanci Garančního systému. Způsob přijímání rozhodnutí a další podrobnosti o jednání výkonné rady stanoví statut Garančního systému.
Členové výkonné rady:
- Ing. Renáta Kadlecová, výkonná ředitelka
- Ing. Martin Hlavnička, manažer rizik
- Ing. Roman Kahánek, finanční manažer

## Historie
Svou činnost začal Fond pojištění vkladů fakticky vykonávat od 1. ledna 1995. Původně byly podle zákona č. 156/1994 Sb. pojištěny pouze bankovní vklady fyzických osob vedených v českých korunách na jméno, příjmení, adresu a datum narození vkladatele, a to ve výši 80 % hodnoty pojištěných vkladů, nejvýše však do limitu 100 000 Kč pro jednoho vkladatele u jedné banky. Roční příspěvek banky byl stanoven na 0,5 % z celkového objemu pojištěných vkladů fyzických osob ke dni 31. prosince běžného roku.
Podle zákona č. 83/1995 Sb., s účinností od 1. července 1995, jsou pojištěny i stavební spořitelny, resp. vklady fyzických osob vedených v českých korunách na jméno, příjmení, adresu a datum narození vkladatele, ve stejné výši a se stejným limitem jako u bank. Roční příspěvek stavebních spořitelen do Fondu byl stanoven na 0,1 % ze čtvrtletního průměrného objemu pojištěných vkladů v běžném roce.
Podle zákona č. 16/1998 Sb., s účinností od 6. února 1998, byl zvýšen maximální limit pro výplatu náhrad vkladatelů bank a stavebních spořitelen na 300 000 Kč pro jednoho vkladatele u jedné banky.
Novelou zákona o bankách, č. 165/1998 Sb., s účinností od 1. září 1998, jsou navíc pojištěny vklady fyzických osob vedené na identifikační číslo fyzické osoby – podnikatele a pojištění je rozšířeno i na vklady právnických osob vedených v českých korunách na jméno nebo název právnické osoby, její sídlo a identifikační číslo. Náhrady se poskytují vkladatelům ve výši 90 % hodnoty pojištěných vkladů, maximálně však do limitu 400 000 Kč pro jednoho vkladatele u jedné banky.
Podle další novely zákona o bankách, č. 319/2001 Sb., s účinností od 7. září 2001, jsou navíc pojištěny i devizové vklady. Náhrady se poskytují vkladatelům ve výši 90 % hodnoty pojištěných korunových i devizových vkladů, maximálně však do limitu 25 000 euro pro jednoho vkladatele u jedné banky.
Finanční krize a panika na trzích si v závěru roku 2008 vynutila další novelu zákona, která odstranila 10% spoluúčast klientů pojištěných bank, družstevních záložen a stavebních spořitelen. A navýšila maximální částku pojištění vkladů na 50 000 eur.
Další novela zákona o bankách č. 148/2009 Sb. přinesla od 31. prosince 2010 zdvojnásobení limitů pojistného krytí a zkrácení lhůty pro zahájení výplat klientů zkrachovalých bank. Podle této zákonné normy jsou nyní vklady klientů tuzemských bankovních institucí pojištěny v celé své výši až do částky odpovídající ekvivalentu 100 000 eur pro jednoho vkladatele a jednu banku. Přičemž s výplatou náhrad vkladů za zkrachovalou banku bylo podle této právní úpravy nutné začít nejpozději 20 pracovních dnů ode dne, kdy Česká národní banka označí banku, stavební spořitelnu nebo družstevní záložnu za insolventní.
Na základě novely zákona o bankách došlo také k úpravě výše a způsobu plateb pravidelných příspěvků pojištěných institucí. Banky a družstevní záložny od 1. července 2010 do fondu přispívaly ve čtvrtletních intervalech částkou odpovídající 0,04 % průměrného objemu pojištěných vkladů za uplynulé čtvrtletí. Stavební spořitelny z průměrné výše spravovaných vkladů odváděly příspěvky ve výši 0,02 %.
Poslední novelou zákona o bankách č. 375/2015 Sb., došlo od 1. ledna 2016 ke změně stávajícího Fondu pojištění vkladů na Garanční systém finančního trhu, zavedení pojištění dočasně vysokých zůstatků, zavedení příspěvků hrazených do Fondu pojištění vkladů na rizikové bázi, změně frekvence odvodu příspěvků do Fondu pojištění vkladů (hradí se jednou ročně do 30. června). Současně tento zákon umožnil zřízení Fondu pro řešení krize, jehož správou byl Garanční systém finančního trhu pověřen.
Od června 2016 byla zkrácena lhůta pro zahájení výplaty náhrad za pojištěné vklady z dvaceti na sedm pracovních dní.

## Časová osa
- duben 1995 zahájení činnosti kanceláře Fondu pojištění vkladů
- 1995 krach první banky od počátku existence Fondu (Česká banka, a. s.)
- 2002 rozšíření pojištění na vklady vedené v cizí měně a navýšení maximálního limitu ze 400 tis. Kč na 25 000 eur
- 2003 Česká národní banka označila Union banku za insolventní (jednalo se o největší banku, jejíž vklady byly vypláceny z Fondu pojištění vkladů – celkem bylo cca 130 000 klientům vyplaceno téměř 12,5 mld. Kč)
- 2006 zapojení družstevních záložen do systémů pojištění vkladů
- 2008 zrušení 10% spoluúčasti klientů a navýšení maximálního limitu z 25 000 eur na 50 000 eur
- 2011 zvýšení limitu pojistného krytí na 100 000 eur, zkrácení výplatní lhůty na 20 pracovních dní
- 2016 transformace Fondu pojištění vkladů na Garanční systém finančního trhu
- 2019 ukončení dosud poslední výplaty náhrad vkladů klientům ERB bank, a.s.
- 2021 vyplácející bankou pro následující čtyři roky se stala Komerční banka, a.s.
- 2022 zahájení výplaty náhrad vkladů klientům Sberbank CZ, a.s.